# Szent Miklós

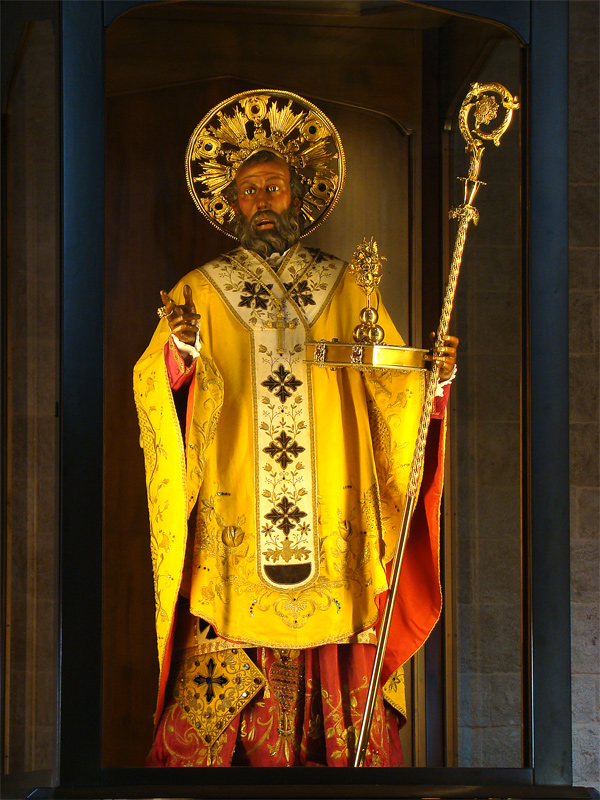
Szent Miklós szobra a szent csontjait őrző San Nicola bazilikában, Bariban, Olaszország

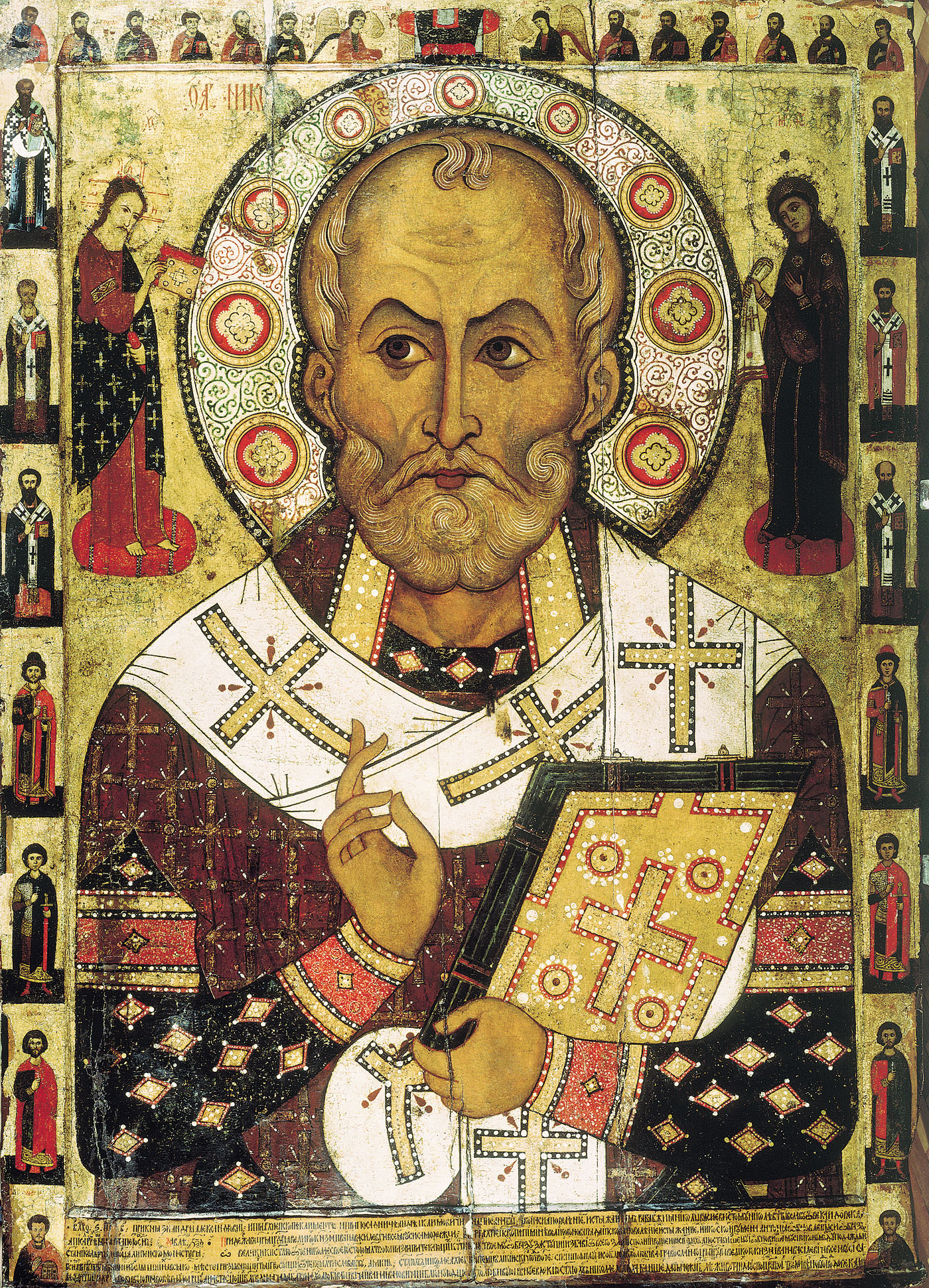
Szent Miklós ikonja Novgorodban

Mürai Szent Miklós (Patara, 270. március 15. – Myra (Mira, Müra), 343. december 6.) Myra püspöke, a katolikus és a görögkeleti egyház szentje, a tengerészek, kereskedők, az illatszerészek, a gyógyszerészek, a zálogházak, gyermekek, diákok és általában minden nehéz körülmények között élő védőszentje. Oroszországban, Görögországban és Szerbiában, a pálinkafőzők, Magyarországon Kecskemét védőszentje. Életéről több legenda ismert, ezekből alakult ki a Mikulás személye is.
Miklós, szülei elhaltával azon kezdett gondolkozni, hogyan tudná roppant vagyonát az emberi dicséret helyett Isten dicsőségére fordítani. Volt egy szomszédja, nemes ember, aki szükségre jutván, három szűz leányát utcalánynak adni kényszerült, hogy szégyentelen üzletük jövedelméből élelemhez jussanak. A szentnek tudomására jutott a dolog, és elborzadt a gyalázatos bűn miatt. Egy csomó aranyat rejtett egy kendőbe, és az éj leple alatt, az ablakon keresztül, titokban bedobta a házba, majd ugyanolyan titokban távozott. Reggel fölserkenvén az ember megtalálta az aranyat, és Istennek hálát adva, kiházasította elsőszülött leányát.

## Élete
A történelmi Miklós életéről kevés dokumentált adat áll rendelkezésre. Az életéről szóló források egyrészt a krétai Andrástól származnak (700 körül), másrészt egy János nevű konstantinápolyi szerzetestől.
Miklós valószínűleg 270 és 286 között született Patara kisvárosban, Kis-Ázsiában. 19 éves volt, amikor nagybátyja (szintén Miklós myrai püspök) pappá szentelte. Utóbb a Sion kolostor apátja lett Myra közelében. (A Lycia római provinciában fekvő Myra ma Demre néven egy kis település kb. 100 km-re délnyugatra Antalyától Törökországban. A 4. században püspöki székhely volt.)
A szüleitől örökölt vagyont szétosztotta a szegények között. Egyesek szerint a gyógyszertárosok és a hajósok védelmezője volt. Segítette a szegény gyermekeket és ezért szentnek tartották őt.
A fent említett források szerint Miklós részt vett az első nikaiai zsinaton és megpofozta ellenlábasát, Ariust. Ezért először elítélték, de a zsinat végén rehabilitálták. Miklós azonban nem szerepel a nikeai aláírók listáján, viszont az is igaz, hogy ez csak töredékesen maradt fenn.
Régészek szerint eredeti sírjának helyszíne Gemiler szigete, Fethiye városától nem messze.

## Ereklyéi
1071. augusztus 26-án IV. Rómanosz bizánci császár megütközött a szeldzsuk törökökkel a manzikerti csatában. A csatában a törökök győztek, Rómanoszt foglyul ejtették, ezzel Kis-Ázsia a szeldzsukok kezére került. Alexiosz Komnénosz visszahódította ugyan Kis-Ázsiát, de uralkodásának első időszakában a helyzet még elég zavaros volt. Ezt kihasználva, 1087. május 9-én itáliai kereskedők (velencei és bari illetőségűek), mivel ezt megelőzően kereskedelmi flottájuk nagy része odaveszett a viharokban, azt gondolták, Szent Miklós védőszentjük elpártolt tőlük, ezért kalózokkal feltörették sírját, csontjait ellopatták és ereklyeként Bariba vitték. A törökök és olaszok között most is vita van a csontok visszaszállításáról, de a Vatikán már ez ügyben Bari mellett áll ki. Bariban a szentet azóta a hajó érkezése napján, május 9-én is ünneplik. Egy franciaországi templomban őrzött csonttöredék-ereklye vizsgálatakor megállapították, hogy az Szent Miklós korából származik. A további DNS-tesztek választ adhatnak arra, hogy a neki tulajdonított csontok közül hány köthető egyetlen személyhez, és hány állhat kapcsolatban az Oxfordban megvizsgált csonttöredékkel.

## Legendák

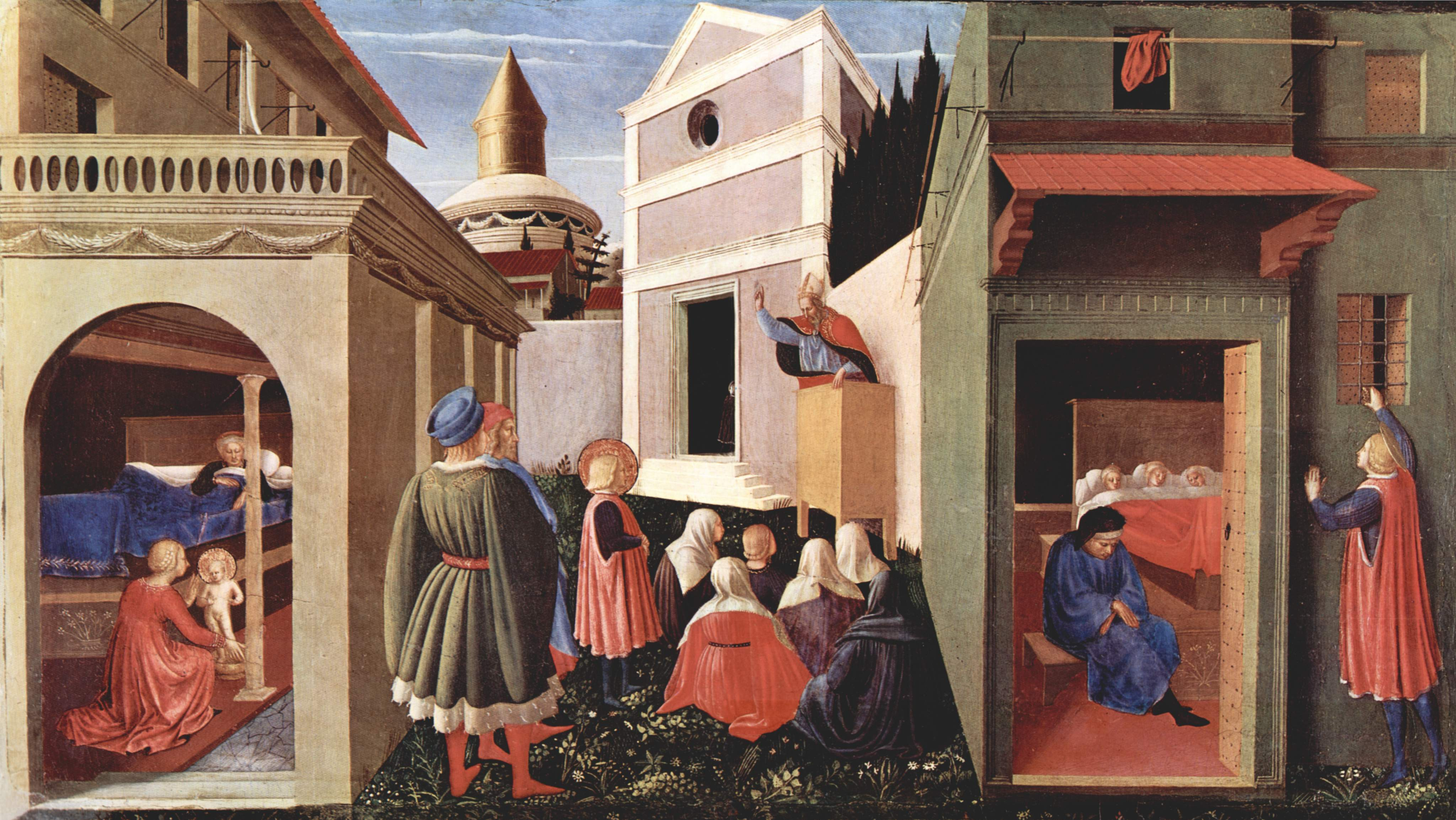
Fra Angelico: A három szűz férjhezadása

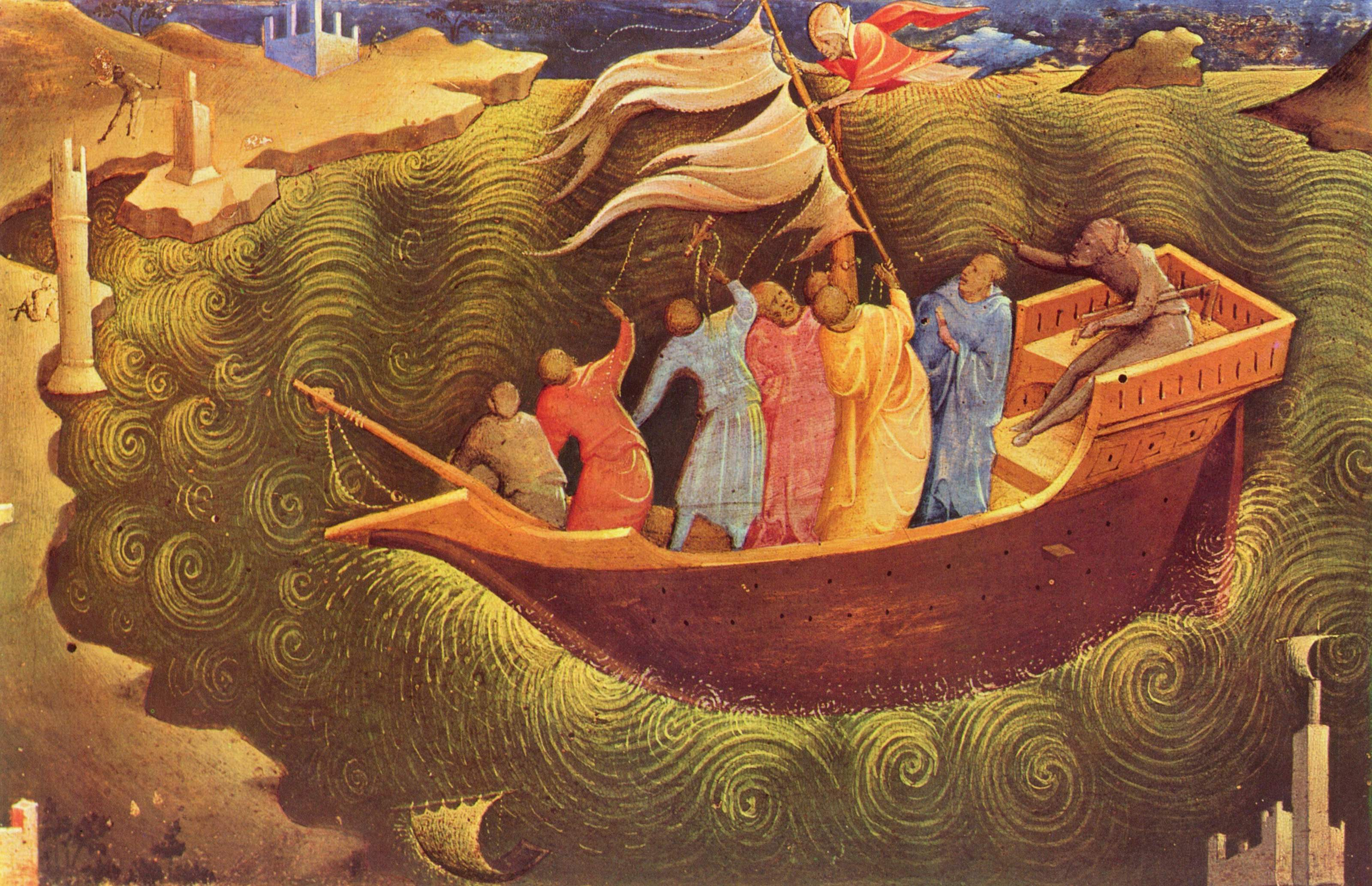
Lorenzo Monaco: A tengeri vihar lecsendesítése

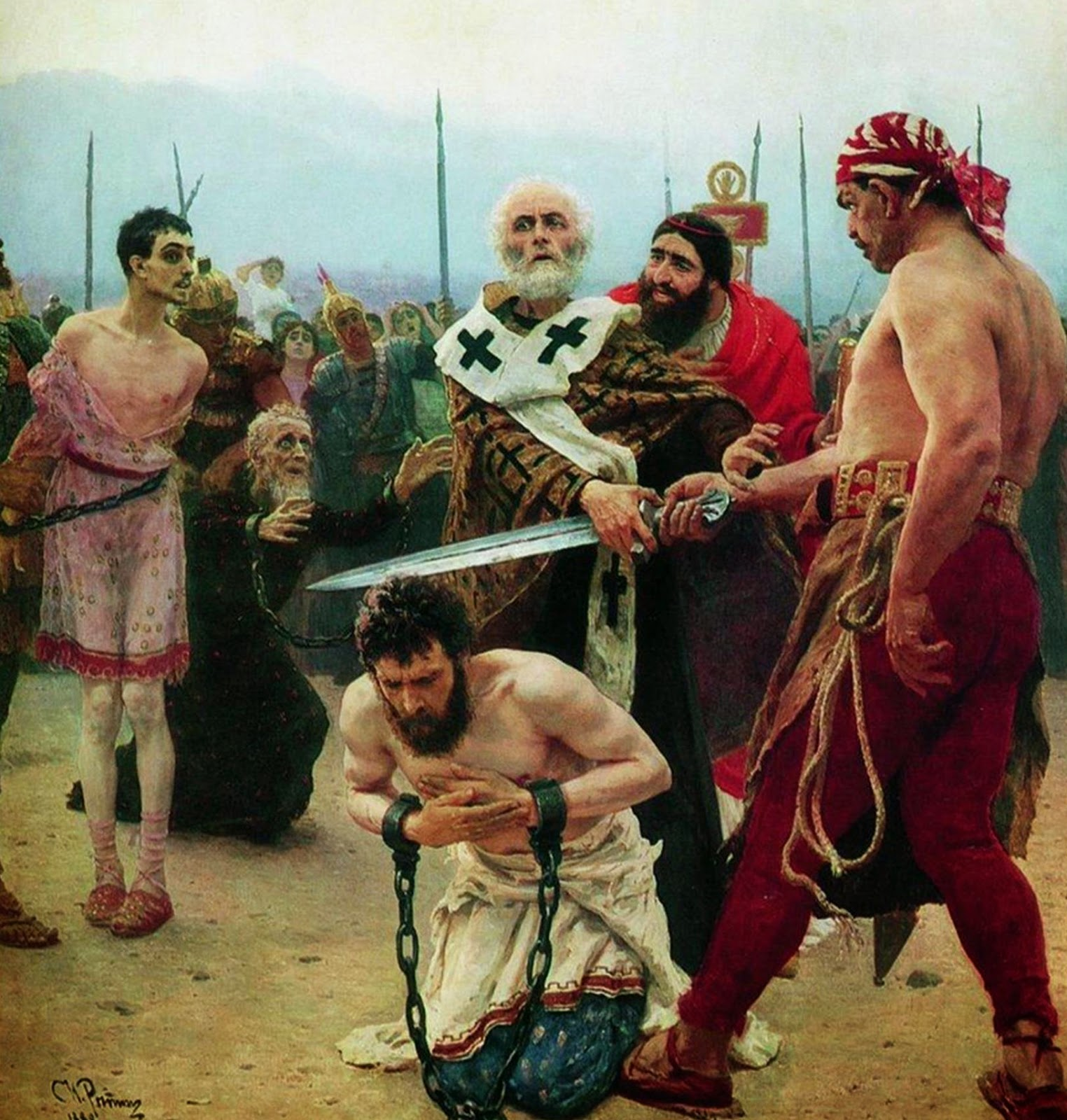
Ilja Repin: Myrai Szent Miklós megment három ártatlant a haláltól (1889)

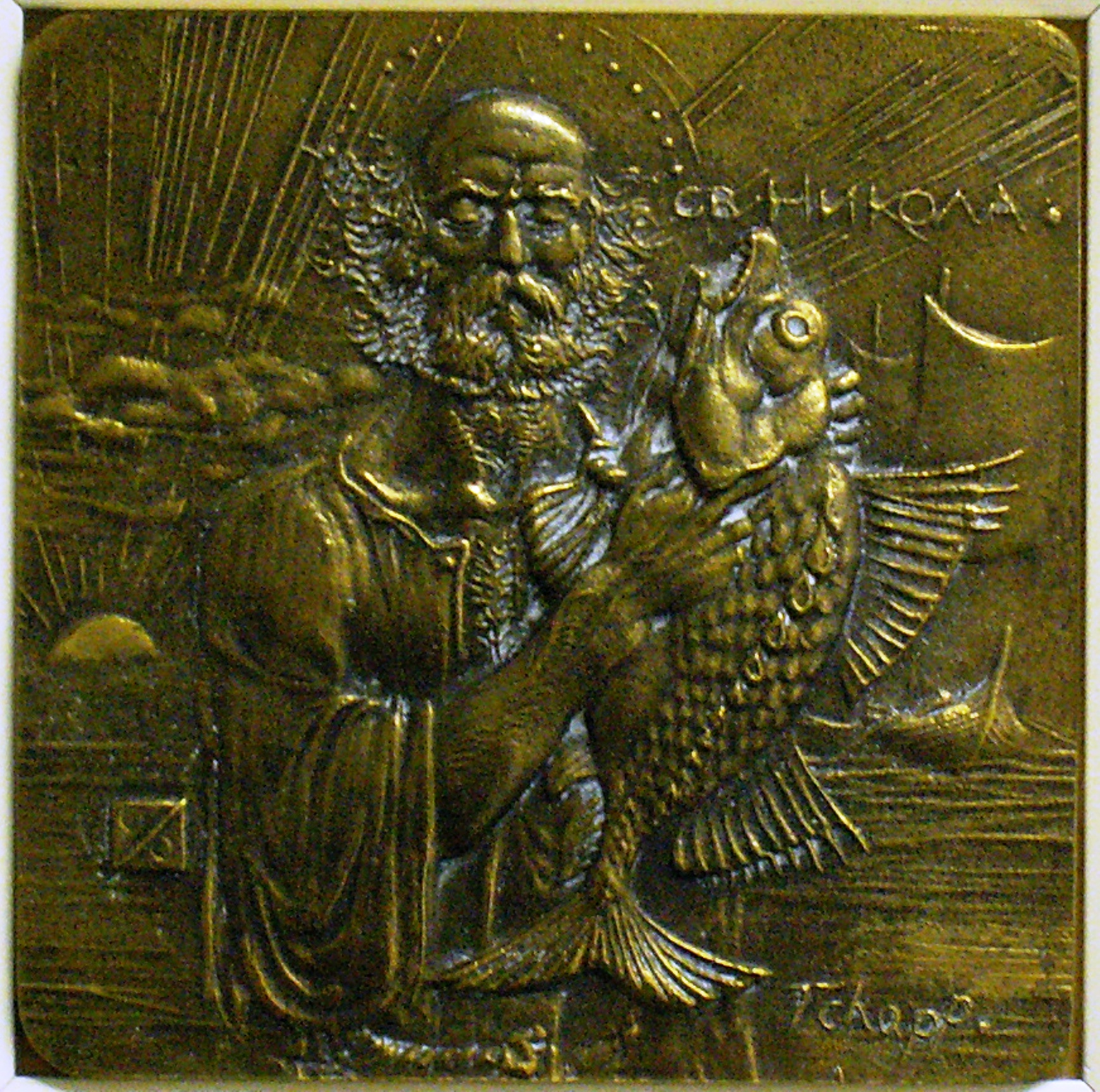
Modern, fémikon Georgi Csapkanov bolgár művésztől, amely Szent Miklóst mint a halászok védőszentjét mutatja hallal a kezében. (Gilbert House, Stanley, Falkland-szigetek)

### A három lány kiházasítása
Egy elszegényedett nemesembernek három lánya volt, akiket megfelelő hozomány hiányában nem tudott férjhez adni. Így az a sors várt rájuk, hogy hajadonok maradnak és megélhetési prostitúcióra kényszerülnek. Miklós elhatározta, hogy segít rajtuk, de szerénységből ezt titokban tette. Az éj leple alatt egy arannyal telt erszényt dobott be a szegény ember ablakán, aki legidősebb leányát így tisztességesen férjhez tudta adni. Az elkövetkező években így tett a másik két lánnyal is, a harmadik évben azonban az apa megleste az adakozót, hogy megköszönje neki az ajándékot, de Miklós azt mondta, hogy egyedül Istennek tartoznak köszönettel.

### A tengeri vihar lecsendesítése
290-ben Szent Miklós Jeruzsálembe ment zarándokútra. Vihar kerekedett és a mellettük haladó hajónak elszabadult az orrvitorlája. A háromfős legénységből, akik vissza akarták tenni, már kettőt a vihar a vízbe sodort, akik ilyen esetben általában odavesznek. Látva ezt Miklós a vízbe vetette magát, és magához ragadta a két fuldoklót, kimentette, majd az árbóchoz kötötte őket a köpenye övével. Ezt követően pedig helyére tette az orrvitorla árbócrúdját, ezzel megfeszítve a vitorlát, így a hajó egyenesbe jött. Miklós letérdelt és Istennek egy hálaimát mondott, majd a tengerbe vetette magát, hogy visszatérjen a hajójára. Amikor a hajósok a myrai templomban hálaimát mondtak megmenekülésükért, megismerték Miklóst és megköszönték neki a segítséget, s visszaadták neki a köpenye övét, amit szent ereklyeként hordtak magukkal a megmenekülésük óta. A viharba keveredett hajósok vészhelyzetben Szent Miklóshoz fohászkodtak.

### A gabona sokasítása
Nagy éhínség idején a püspök megtudta, hogy a kikötőben horgonyoz egy hajó, amely a bizánci császárnak visz gabonát. Megkérte tehát a hajósokat, hogy rakják ki a gabona egy részét a szükség enyhítésére. A hajósok először nem akarták teljesíteni a kérést, ám amikor Miklós megígérte nekik, hogy nem lesz bántódásuk, akkor átadták a gabona egy részét. Bizáncba érkezve, csodálkozva látták, hogy a gabona mennyisége nem csökkent.

### Diana olaja
A pogányok imádtak egy fát, ami Diana istennőé volt (aki keresztény értelmezésben gonosz démon). Miklós elrendelte a fa kivágását. Bosszúból Diana ördögi olajat főzött a fából, ami azzal a tulajdonsággal bírt, hogy vízen és kövön is meggyullad. A sátán Miklóshoz induló zarándokoknak adta a hordót, hogy hitük jeleként kenjék be vele a szent ember házát. Miklós azonban megjelent és a tengerbe dobatta a hordót, ami meggyulladt és sokáig égett a vízen. A vihar lecsendesítésével egybevonva gyakran ábrázolták középkori szárnyas oltárokon (pl. a jánosréti egykori főoltáron).

### Három halálraítélt megmentése
Egy meghódított nép föllázadt a római uralom ellen. A császár három főemberét, Nepotianust, Ursust és Apiliót küldte ellenük. A rómaiakat a tenger partra kényszerítette Myra kikötőjében. Ekkor Miklós püspök meghívta őket vendégségbe, mert el akarta érni, hogy a katonákat tartsák vissza a rablástól. Amíg Miklós a vendégekkel időzött, a helytartó, akit megvesztegettek, három ártatlan katonát akart lefejeztetni. Amikor a püspök ennek hírét vette odasietett a vesztőhelyre, ahol már ott térdepeltek az elítélt katonák és a hóhér fölemelte kardját. Miklós bátran rávetette magát, kardját kicsavarta a kezéből, és messzire elhajította, az ártatlanokat pedig kiszabadította. A helytartót megdorgálta, de miután az megbánta bűnét, megbocsátott neki.

### Az elrabolt gyermek hazahozatala
Egy ember elindult Miklóshoz, hogy áldását kérje, hogy végre gyermeke szülessen. Amikor odaért, a püspök már halott volt, így a holttestet takaró vászonból ereklyeként magával vitt egy darabot. A következő év december 6-án a házaspárnak fia született. A gyermeket a hetedik születésnapján arab rablók magukkal vitték. Egy év múlva, ismét pont december 6-án, amikor a házaspár a Miklós-templomban imádkozott gyermekük megszabadulásáért, forgószél kerekedett, amely felkapta a fiút és éppen a templom előtt tette le.

## A mai Mikulás-ünnep

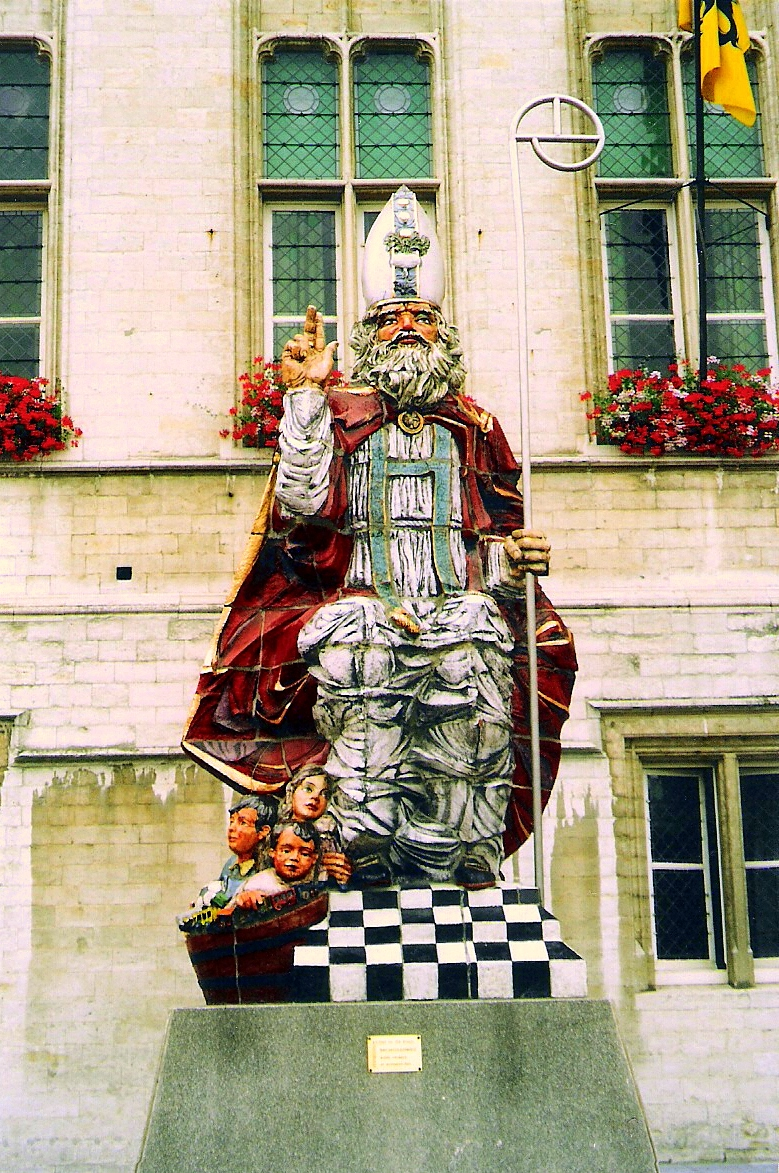
Szent Miklós szobra Brüsszelben

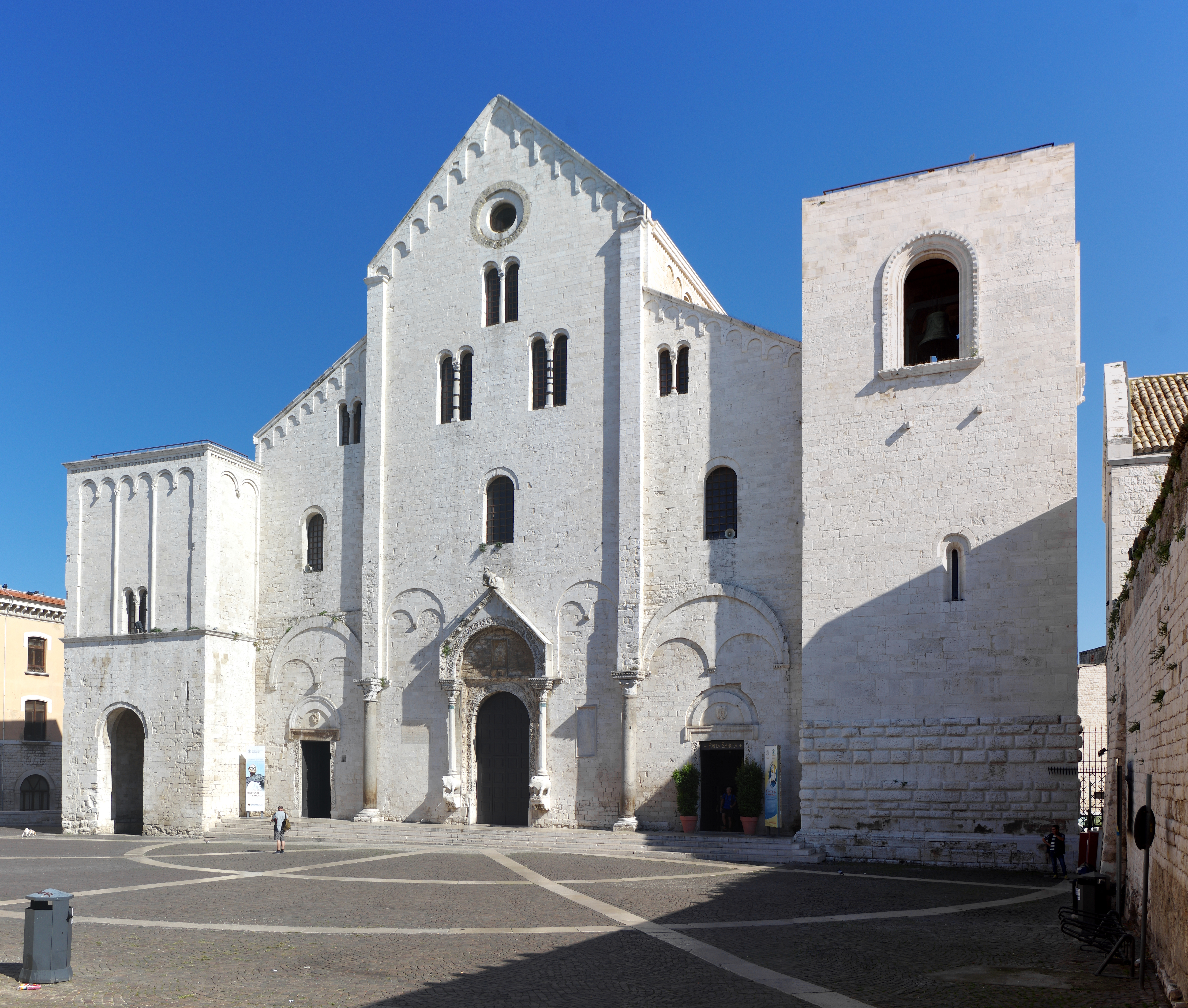
A bari Szent Miklós-bazilika

Szent Miklós legendájának egyik változata szerint, amikor a megajándékozott legkisebb lány éppen akkor tette a harisnyáját a kéménybe száradni, amikor Miklós püspök abba beleejtette és az ajándéka pont a harisnyájába esett. A névtelen jótevőről elterjedt a szóbeszéd, hogy a mindig hóborította Taurus hegységből, maga a "Télapó" volt az ajándékhozó. Azonban mégis kitudódott a titok, hogy a jótevő nem más, mint maga Miklós a város keresztény püspöke. A legkisebb lánynak bedobott aranyak között ugyanis volt egy olyan érme, amit egy helybéli aranykereskedő előzőleg Miklós püspöknek adományozott.
A magyar Mikulás elnevezés a Miklós név cseh fordításából eredeztethető. A december 6-i ajándékozás szokása csak a 19. század közepén érkezett Magyarországra. Bár számos helyen olvasható az az állítás, hogy korunk – így a Magyarországon is ismert – klasszikus Mikulásának külsejét (kövérkés, piros ruhás, jókedvű idős apóka) a Coca-Cola nevű üdítőitalokat gyártó cég találta ki 1931-ben, ez korántsem igaz, bár tény, hogy az említett cégnek is lehetett szerepe abban, hogy Mikulás alakját az említett figurával azonosítjuk manapság. Régi gyermekkönyvek oldalain (az 1920-as évekből) ugyanis már ennél korábban is találhatunk nagyon hasonló rajzokat, grafikákat a Mikulásról.